# 万佛山 (通道)
万佛山位于中国湖南省怀化市通道侗族自治县万佛山镇（原临口镇），海拔635米，相对高度90米。2009年底与侗寨一同以万佛山·侗寨风景名胜区的名义列为国家重点风景名胜区。属丹霞地貌景观。